# Palazzo Balbi-Senarega
Il palazzo Balbi-Senarega, o palazzo Giacomo e Pantaleo Balbi, è un edificio storico italiano, sito in via Balbi 4, nel centro storico di Genova. È uno dei Palazzi dei Rolli che furono designati, al tempo della Repubblica di Genova, a ospitare gli ospiti di alto rango durante le visite di stato per conto del governo genovese.
L'edificio è fra i 42 palazzi dei rolli selezionati e dichiarati Patrimonio dell'umanità dall'UNESCO il 13 luglio 2006. Per la sua architettura e per il vasto ciclo di affreschi che ospita, è uno dei monumenti più importanti del barocco genovese.
È sede dei dipartimenti delle facoltà umanistiche dell'università degli Studi di Genova.

## Storia e descrizione

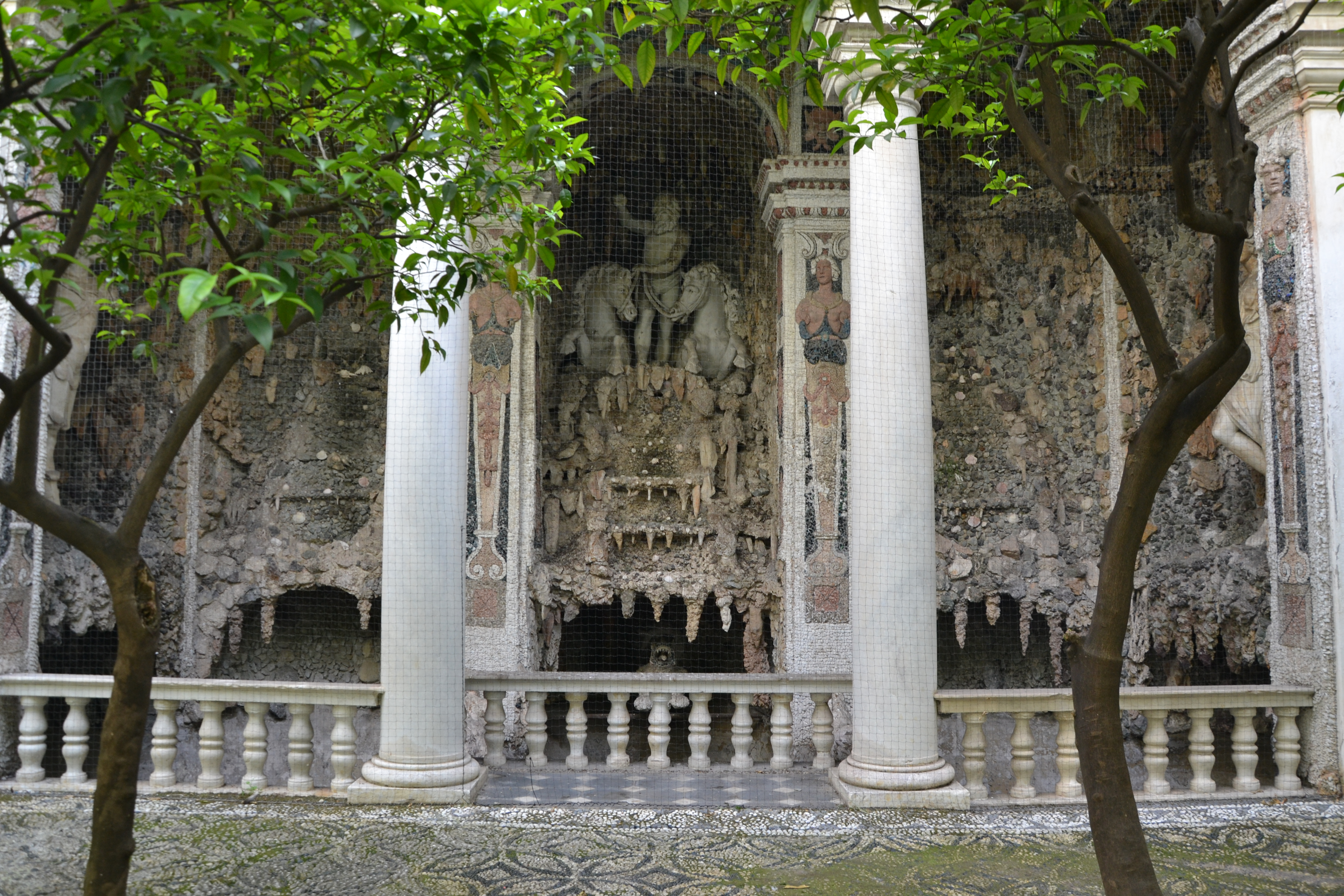
Il Ninfeo

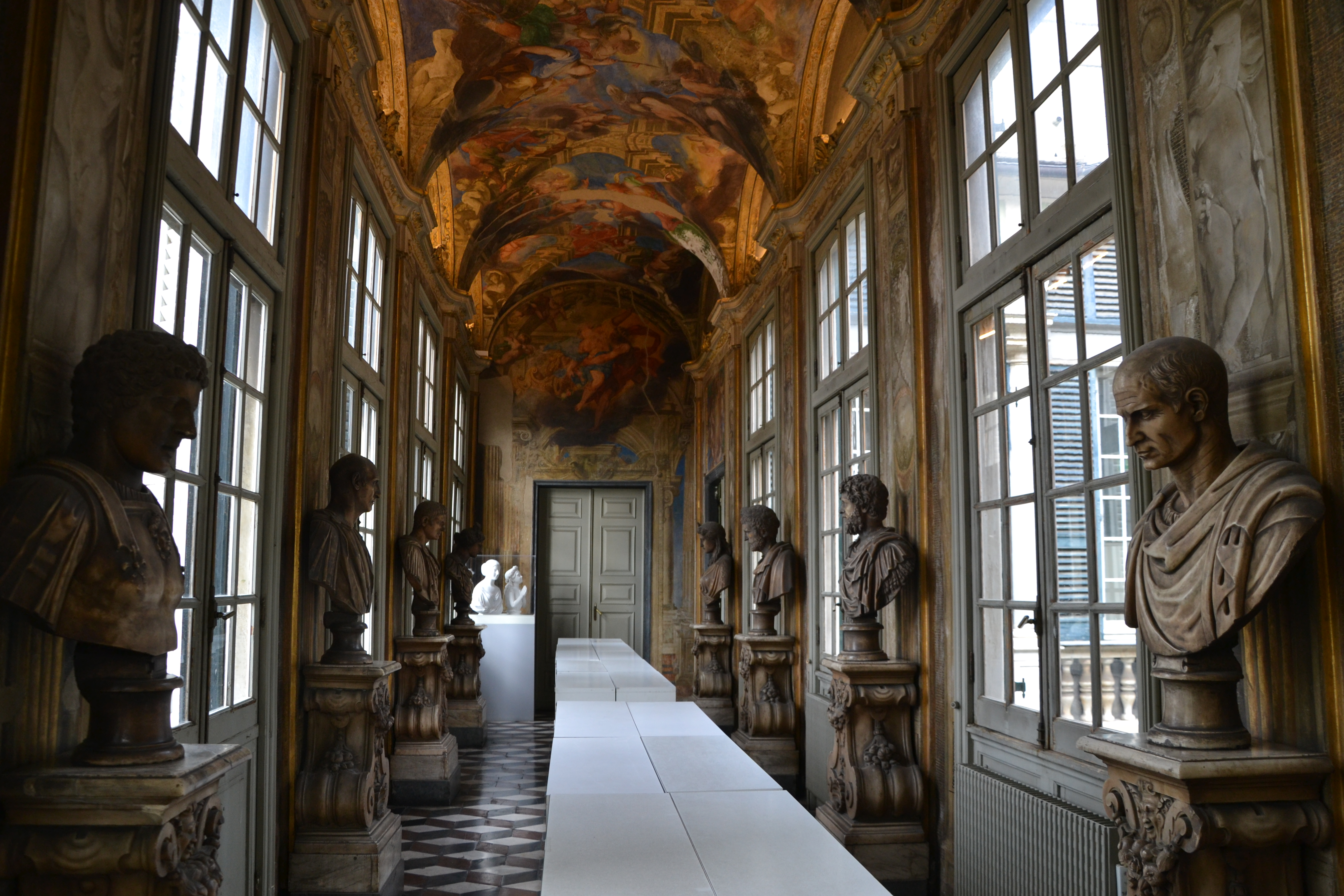
Valerio Castello, Galleria del Ratto di Persefone

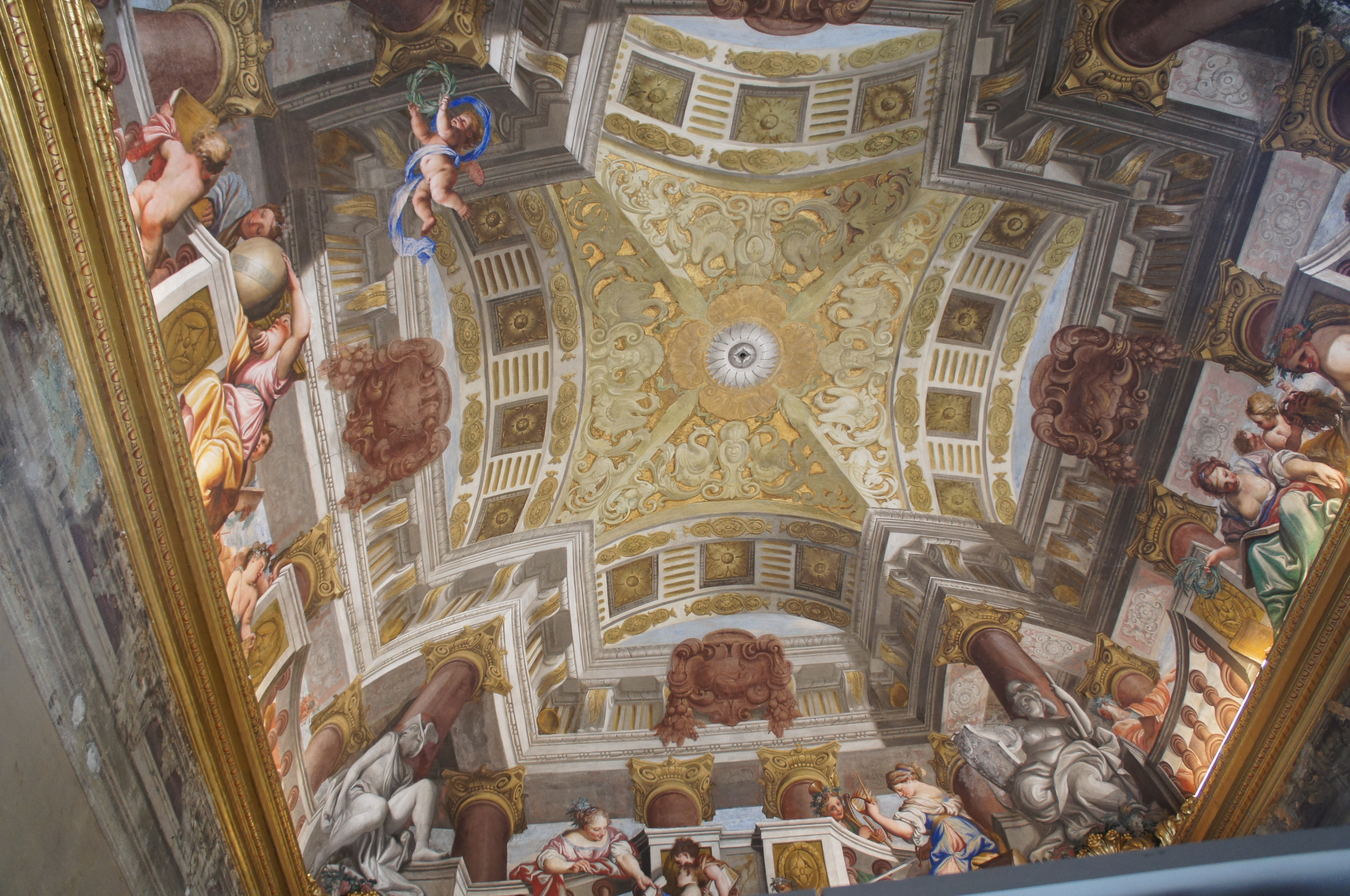
Domenico Piola, volta della sala con Apollo e le Muse

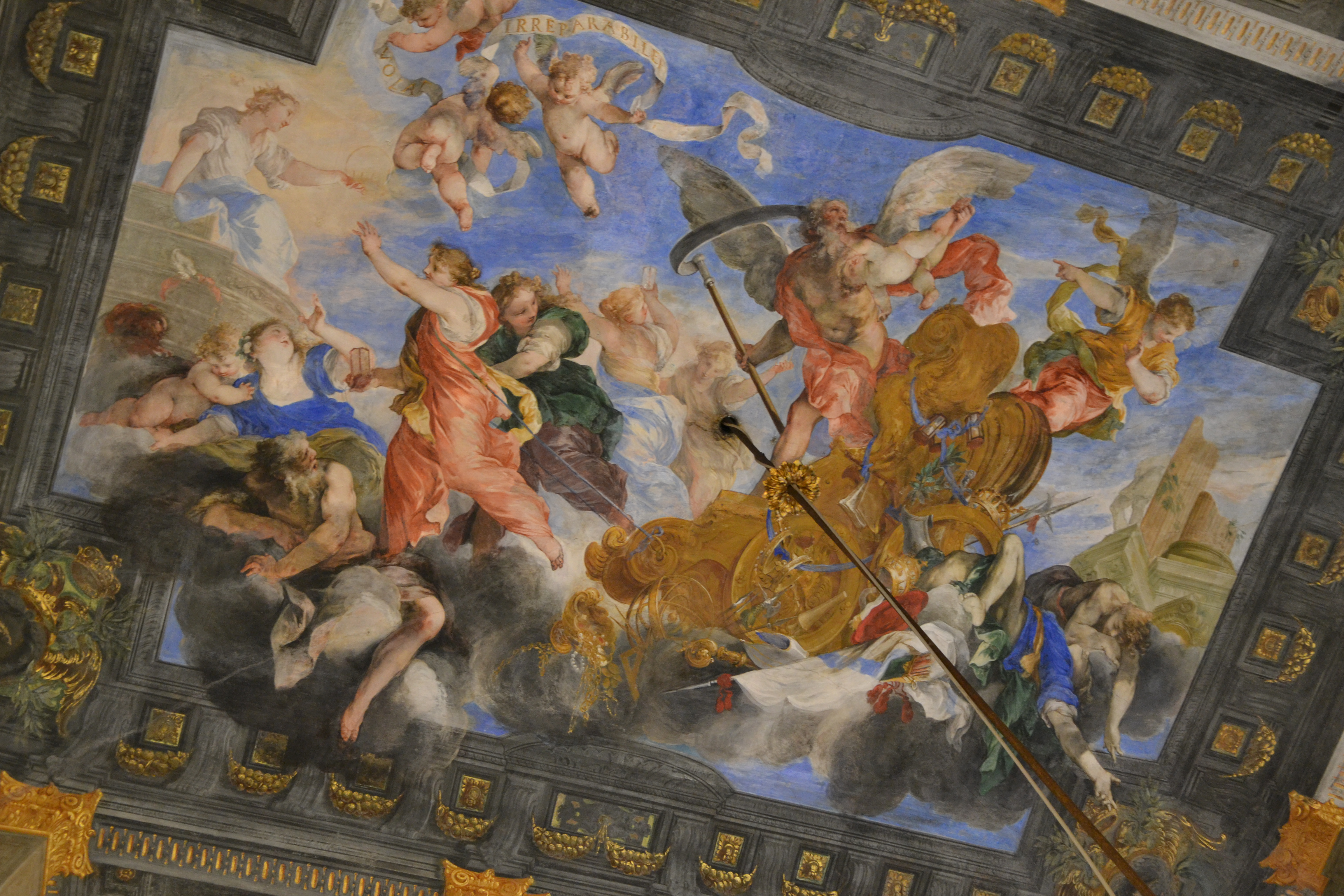
Valerio Castello, Sala del Carro del Tempo, 1659

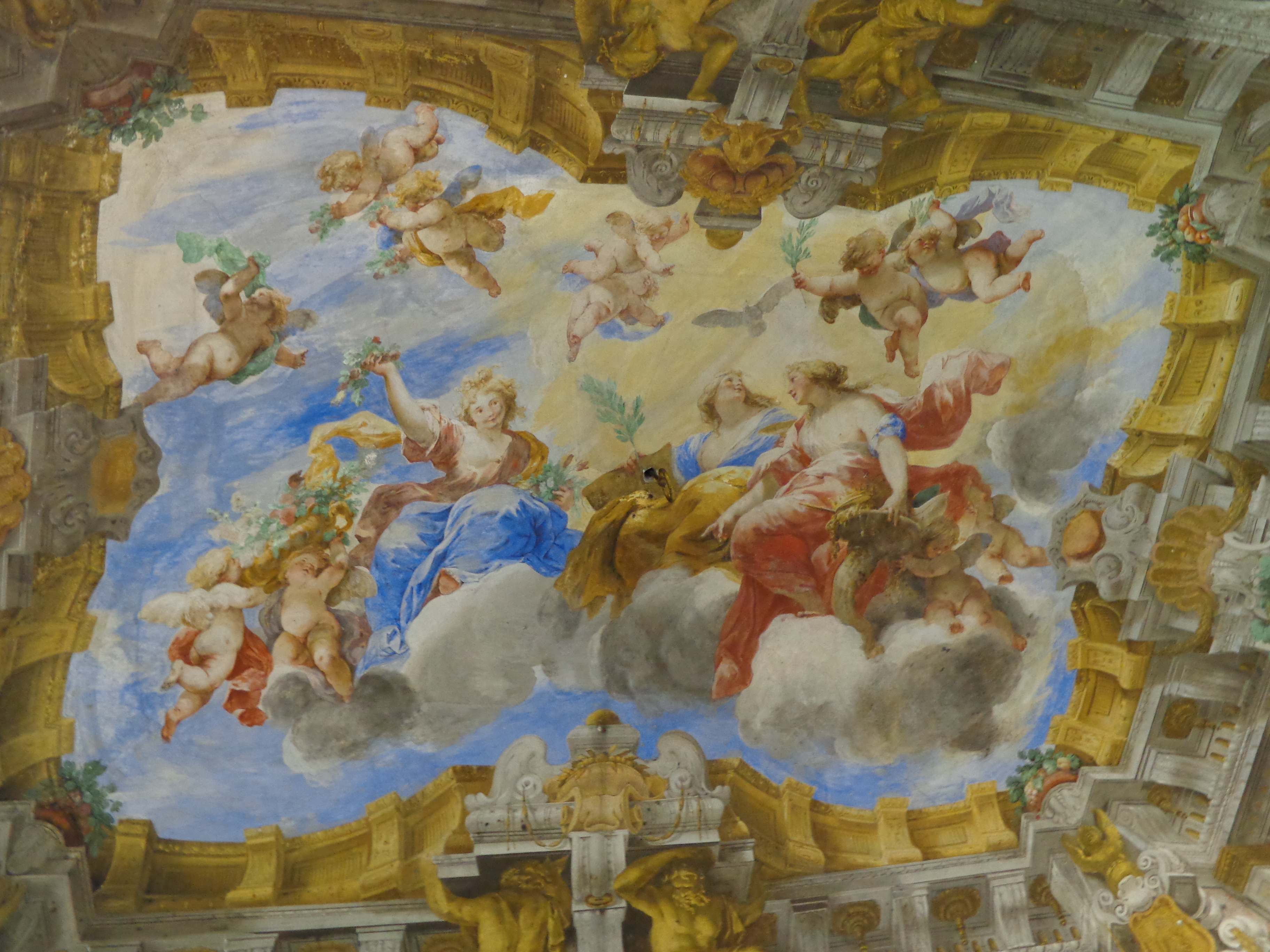
Valerio Castello, Sala della Pace, 1656

L'edificio fu ideato negli anni venti del Seicento per accogliere due appartamenti uguali e distinti per i fratelli Giacomo e Pantaleo Balbi, le cui considerevoli fortune si fondavano principalmente sulle attività finanziarie. La particolare architettura della dimora fu concepita dall'architetto comasco Bartolomeo Bianco, autore dei principali palazzi di via Balbi.
Bianco non si avvalse dell'espediente di accostare specularmente due case (soluzione di età medievale ancora presente nel palazzo Cipriano Pallavicini di piazza Fossatello), ma sovrappose i due appartamenti in modo tale da poter sfruttare l'intera superficie del lotto, peraltro non molto vasto, come si può vedere dalle incisioni realizzate da Rubens per i Palazzi di Genova, dove il palazzo è raffiigurato prima degli ampliamenti successivi. In comune risultarono l'accesso, il piano del portico e lo scalone monumentale. La peculiare articolazione interna degli appartamenti modifica la disposizione dei mezzanini, che sono sovrapposti ai piani principali e vengono destinati fin dall'origine a essere affittati. Le planimetrie del Rubens mostrano il progetto iniziale del Bianco, come un parallelepipedo chiuso, privo dell'ampliamento a valle, mentre la veduta del prospetto su via Balbi testimonia come la facciata sia giunta invariata fino a noi.
Ereditato da Francesco Maria Balbi (1619-1704), figlio di Giacomo, che ne unifica la proprietà acquisendo anche la quota dello zio Pantaleo, con vincolo di fidecommesso, l'edificio viene rinnovato nel proprio assetto tra il 1645 e il 1665, per opera dell'architetto Pietro Antonio Corradi, allievo del Bianco.
, con un intervento che modifica profondamente la composizione originaria. L'ampliamento del giardino a valle viene considerato da molti il passaggio a una più ampia spazialità "barocca" che si incarna in luminosi colonnati; mentre l'addizione delle stanze ai piani superiori trasforma la planimetria, facendole assumere quella caratteristica forma a "U" che attualmente conserva.

### Il Giardino e il Ninfeo
Sempre nel 1645 vengono acquistati i fabbricati medioevali posti a valle del palazzo, per essere demoliti in modo da far posto al giardino, arricchito poi da un ninfeo connotato da un ricco apparato scultoreo in stucco, opera di Gian Battista Barberini, restaurato negli anni ottanta del XX secolo.
La scarsa quantità di spazio a disposizione per la realizzazione del giardino fece optare per la costruzione di un piccolo Hortus Conclusus, interamente piantato ad aranceto, le cui aiuole regolari sono delimitate da raffinati sentieri a selciato. La quinta scenografica del giardino è costituita dall'elaborato ninfeo, commissionato allo scultore lombardo Barberini, che utilizza rocce, conchiglie e stucchi per realizzare un'opera che costituisca una summa di arte e natura secondo una diffusa consuetudine barocca. Al vertice della scenografica cascata centrale, purtroppo non più ripristinata, che si rifrangeva su rocce e stalattiti precipitando nel bacino sottostante, è il tradizionale complesso di Nettuno a cavallo dei destrieri marini, modellato in stucco. Sono meno usuali per un ninfeo le figure circostanti, che si riferiscono al mito di Proserpina, ritratto anche negli affreschi della galleria che si affaccia sul giardino dal secondo piano. Sulla destra è infatti ritratta Proserpina, in vesti primaverili, nel momento in cui lascia gli inferi per affacciarsi sulla terra, portando la Primavera con le fioriture e i raccolti, mentre alle sue spalle è Caronte, il barcaiolo che l'ha appena traghettata sullo Stige. Sul lato opposto sono i due fratelli di Nettuno, ambedue identificabili dalla corona, Ade, re degli inferi, che saluta la sua sposa, e Giove, re degli dei, che aveva concesso alla dea di lasciare lo sposo ogni anno per tornare sulla terra a ricongiungersi con la madre.

### La decorazione ad affresco
Il palazzo è inoltre decorato per tutta l'estensione del secondo Piano Nobile (abitazione prescelta da Francesco Maria Balbi) da imponenti e celebri cicli di affreschi opera dei maggiori artisti barocchi genovesi, Valerio Castello, Domenico Piola, Giovanni Andrea Carlone e Gregorio De Ferrari e del quadraturista bolognese Paolo Brozzi. Il vasto ciclo decorativo, che si è nella massima parte conservato fino a noi nonostante i danni patiti durante i bombardamenti della seconda guerra mondiale, fu commissionato da Francesco Maria a metà del Seicento per esaltare le glorie e le ricchezze della famiglia attraverso narrazioni mitologiche per lo più ispirate alle Metamorfosi di Ovidio. Il marchese Francesco Maria radunò nel palazzo una notevole collezione d'arte, oggi purtroppo dispersa, con pezzi celebri, quali la Conversione di san Paolo di Caravaggio.

#### Galleria del Ratto di Persefone
La prima decorazione eseguita fu la Galleria del Ratto di Persefone, che raccorda le due ali del palazzo, affacciandosi sul cortile da un lato e sul giardino dall'altro. La decorazione della lunga galleria ha il suo fulcro nei due episodi collocati alle estremità, accomunati dalla presenza di carri che sfrecciano nel cielo: il Rapimento di Persefone da parte di Plutone, re degli Inferi, e la Caduta di Fetonte fulminato da Giove. Fra gli episodi narrati sulla volta della galleria si distingue anche Demetra, dea della prosperità e delle messi, contraddistinta dalle spighe di grano, che si rivolge ai fratelli di Plutone, Giove e Nettuno, per ottenere la liberazione della figlia Persefone. Tutti questi episodi rimandano al tema della fecondità della natura, che porta benessere e ricchezza, probabile riferimento alla prosperità della famiglia Balbi. Il rapimento di Persefone è infatti alla base dell'alternarsi delle stagioni, secondo la mitologia greca; Autunno e Inverno corrispondono ai mesi in cui Persefone è prigioniera di Ade negli Inferi, Primavera ed Estate sono i sei mesi in cui si ricongiunge alla madre Demetra sulla Terra, come dispose Giove a seguito delle sue suppliche. Così Fetonte fu fulminato da Giove per aver tentato di guidare il Carro del Sole, e aver causato la distruzione delle messi avvicinandosi troppo alla Terra. Il Castello, cui vengono commissionati questi affreschi dopo l'apprezzamento per quelli realizzati nel palazzo di Giovan Battista Balbi (palazzo Reale), riprende un tema già affrontato in due sue precedenti tele, ove sempre si vede Persefone che tenta inutilmente di divincolarsi dall'abbraccio del dio, iconografia già resa celebre dal Bernini nel 1622 con il gruppo scultoreo del Ratto di Proserpina conservato alla Galleria Borghese. Il talento di Valerio Castello si esprime particolarmente nell'illusionismo prospettico con cui sono rese le figure. Gli episodi infatti non sono semplicemente dipinti sulle pareti, e soprattutto sulla volta, ma rappresentati come se avvenissero realmente nello spazio fisico della galleria, già sfondato dalle finte architetture barocche opera del quadraturista bolognese Andrea Seghizzi concepite con un'integrazione della decorazione ad affresco e a stucco.

#### Sala del Carro del Tempo
La seconda impresa del Castello è il salone maggiore del palazzo, chiamato Sala del Carro del Tempo. Secondo lo schema già adottato da Pietro da Cortona nel Trionfo della Divina Provvidenza in Palazzo Barberini a Roma, la copertura del soffitto è ampliata da un finto colonnato barocco sempre di mano del Seghizzi, aperto sul cielo nel quale si vede la corsa sfrenata e del Carro del Tempo, che travolge i simboli delle ricchezze e delle glorie terrene. Il carro è trascinato dalle Ore, che reggono le clessidre, e lo portano al cospetto dell'Eternità, assisa in trono, mentre i putti recano in cielo la scritta Volat Irreparabile, tratta dalle Georgiche di Virgilio. Il Tempo, identificato dalla falce, è raffigurato con l'iconografia classica di Crono, nell'atto di divorare i propri figli, e travolge un cadavere che sfiora con la sua mano lo stemma dei Balbi. Si è voluto vedere in questa notazione drammatica un'eco della tragica peste che affliggeva Genova nel 1657 mentre l'affresco veniva dipinto, mietendo tra le sue vittime Giovanni Battista Balbi, cugino di Francesco Maria.

#### Sala della Pace
Completamente opposti sono invece i toni adottati nella decorazione dell'adiacente sala, all'angolo dell'edificio, detta Sala della Pace. Qui i colori vivaci e squillanti e le linee movimentate e sinuose delle architetture si accordano al tema festoso dell'affresco centrale, dal quale si affacciano Abbondanza, Pace e Allegrezza gettando fiori e rami d'ulivo allo spettatore. Le tre allegorie si stagliano sul cielo azzurro al centro di un'apertura quadrilobata, che rappresenta il culmine di un'architettura particolarmente elaborata e complessa. Qui la fantasia del Seghizzi da forma a un'articolata struttura in pietra popolata da statue dorate con pose scomposte, resa leggera dalle tante aperture dalle quali si sporgono putti festanti resi anch'essi con colori accesi.

#### Sala di Ercole
È la sala che si affaccia in via Balbi all'angolo nord del palazzo. Essa testimonia il passaggio del testimone dopo la morte improvvisa di Valerio Castello, agli affrescatori Domenico Piola e Gregorio de Ferrari. Al Piola sono infatti attribuiti l'impianto e la progettazione del quadro centrale, mentre al De Ferrari le figure allegoriche delle conchiglie d’angolo.

#### Sala con Apollo e le Muse
La Sala con Apollo e le Muse, fu concepita da Domenico Piola per proporre l'identiﬁcazione simbolica del committente Francesco Maria Balbi con Apollo per sottolinearne il ruolo di protettore delle arti. All'interno dell'equilibrio compositivo e cromatico della rappresentazione, spicca infatti la figura di Apollo, di olimpica bellezza, al centro della parete meridionale.

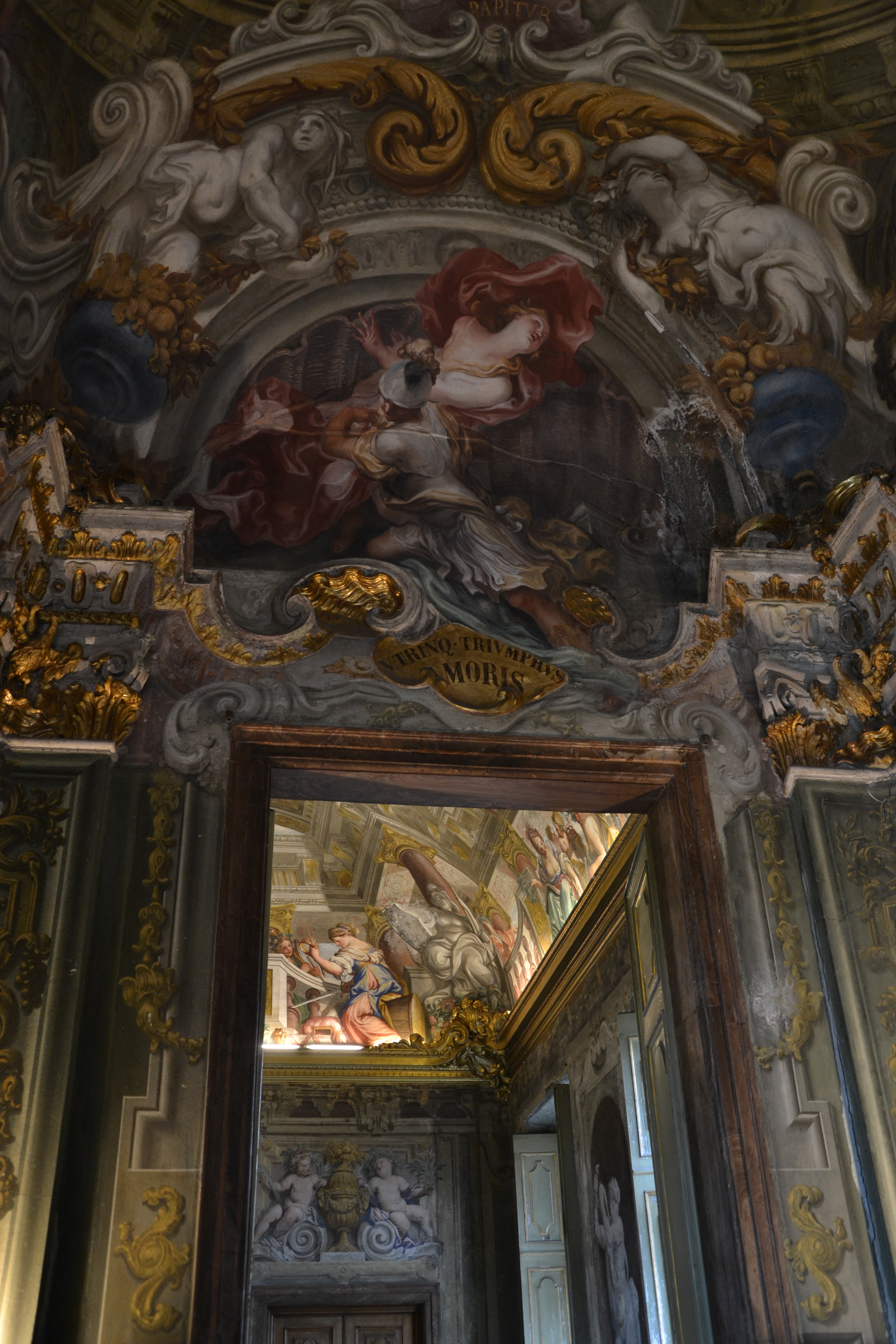
Passaggio tra la Galleria dei Trionfi d’Amore e la Sala di Apollo e le Muse

#### Galleria dei Trionfi d’Amore
Ultima a essere decorata in ordine cronologico è un'altra galleria, la Galleria dei Trionfi d’Amore, in testa all'ala di levante. Fu affrescata nell'ultimo decennio del Seicento da Gregorio de Ferrari con l'aiuto del figlio Lorenzo, forse in occasione delle nozze di Francesco Maria Balbi ll e Clarice Durazzo nel 1693. Permeata da una grazia già settecentesca, gli episodi ritratti ricordano i motivi utilizzati dal Castello nella decorazione dell'altra galleria mezzo secolo prima, fra cui la scena del rapimento d'amore dipinto sulla testata. A differenza delle altre sale opera del Piola e del Castello, qui il De Ferrari non si avvale di finte architetture ma ambienta l'intera scena sul cielo aperto, in totale libertà, mescolando episodi mitologici e letterari.

La narrazione parte sopra la porta che proviene dalla Sala di Apollo e le Muse, con il motto utrimque triumphus amoris et rapit et rapitur, e il Ratto di Elena da parte di Menelao. Segue a destra la tragica vicenda di Piramo, che si trafigge con la spada credendo morta l'amata Tisbe di cui ha trovato il fazzoletto insanguinato. I tralci della vite introducono alla lieta vicenda di Arianna che si unisce in sposa al dio Bacco, dopo essere stata abbandonata da Teseo. Il satiro Pan è invece ritratto con un fascio di canne; la sua amata ninfa Siringa si era infatti trasformata per sfuggire al suo amore in canne palustri, con le quali il satiro creerà il suo celebre strumento. Oltre è narrato il dramma di Deianira, che fa indossare a Eracle la veste intrisa del veleno del centauro Nesso. Sulla porta verso il terrazzo è il celebre motto 
(Virgilio, Bucoliche, Ecloga X)
 qui riferito all'amore del senatore romano Cornelio Gallo per la schiava Licoride. Sulla parete destra il dio Vulcano imprigiona con la sua invincibile rete la moglie Venere che lo tradisce con Marte, cui seguono Ercole e Onfale e Giove e Antiope. Tutti gli episodi sono dominati dal carro di Amore, al centro della volta, cui fa da contraltare la Lussuria, dalle forme mostruose e contorte.
A conclusione della galleria è posta un'alcova, dove il De Ferrari prosegue con le rappresentazioni a tematica amorosa. Nella volta che si finge aperta su un cielo solcato da nubi vorticose come le passioni erotiche, si staglia sullo sfondo il carro del Sole mentre putti festanti spargono ghirlande di fiori, come a celebrare una festa che la figura di Imeneo identifica come una celebrazione nuziale. La figura che domina la sala è infatti quella del dio che nell'antichità era raffigurato come portatore di una fiaccola simbolo dell'amore coniugale. Anche qui sono narrati due miti amorosi che presentano opposte caratteristiche. Sulla parete occidentale è narrato l'amore travolgente e impetuoso di Giove per Europa, che il dio rapisce mutandosi in toro, e che feconda generando la creatura mostruosa del Minotauro, mentre di frontas è l'amore casto di Diana ed Endimione. Qui la dea votata alla verginità è rappresentata mentre dall'alto di una nuvola ammira il suo amato dormiente, secondo l'iconografia tradizionale. La qualità discontinua nella resa delle figure, quale ad esempio lo stile incerto che mostra la figura di Endimione, hanno portato i critici a ipotizzare la collaborazione della bottega o del figlio Lorenzo nella realizzazione di questa volta.